# 밑바닥에서

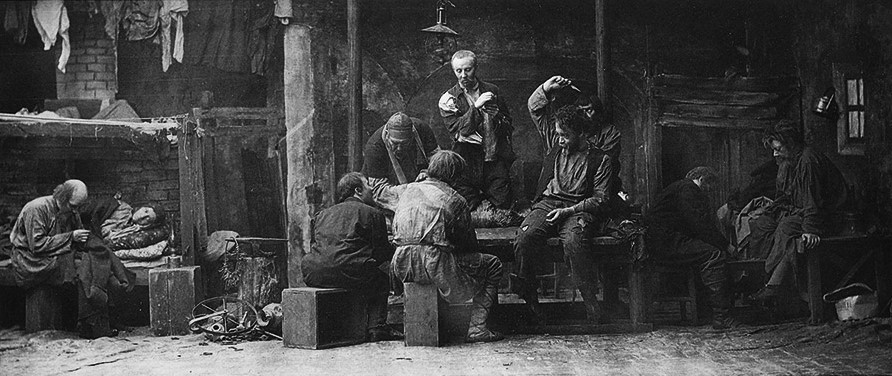
1902년

《밑바닥에서》(러시아어: На дне) 또는 《밑바닥》, 《밤주막》은 막심 고리키의 희곡이다. 제나름의 과거를 짊어진, ‘옛날에는 사람이었던’몰락한 인간들이 하루하루 생활의 중압감에 신음하고 있는 밑바닥 생활이 그려져 있다. 값싼 여인숙에 나타난 순례하는 노인 루카는 절망에 허덕이는 밑바닥 인간들에게 아름다운 환상에 가득 찬 정신적 구제의 처방전을 준다.
그러나 여인숙의 주거자들 사이에서 언쟁 끝에 살인사건이 벌어지자 여권을 갖고 있지 않는 루카는 감쪽같이 꼬리를 감춰 버리고 만다. 노름꾼인 사친은 약한 자를 구제하기 위해서는 루카 노인과 같은 거짓이 필요할지 모르나 강한 자에게 있어서는 진실이야말로 인간의 신(神)이라고 부르짖는다. 인류의 미래를 믿는 고리키의 내심의 부르짖음이 사친의 독백을 통해 뚜렷이 울려 퍼진다. 1902년 모스크바 예술좌에서 초연되어 크게 히트한 후 오늘에 이르기까지 반복해서 상연되고 있는 러시아 연극의 고전적 작품이다.

## 개요
러시아의 희곡이며 막심 고리키 작의 4막이다. 1902년 모스크바 예술좌를 위해 쓰여진 것으로 단첸코에 의하여 초연되었다. 이 희곡은 작자의 초기작품에서 발견되는 부랑자의 생활을 묘사한 것으로서, 사회로부터 탈락한 부랑자 가운데서도 아름다운 인간적 광휘(光輝)가 있다는 것, 그리고 그들도 밝은 미래에 연계되어 있음을 강조하고 있다.  한국에서의 공연은 1933년 11월 보성전문학교(현 고려대학교) 연극부에서 하였다.  어두운 지하실. 그것은 코스튈레프의 여인숙이다. 여기에는 도둑(페펠), 자물쇠 장수와 그의 병든 처(안나), 밤거리의 여자(나스챠), 만두장수, 모자장수, 전신기사(電信技士：사틴), 어릿광대, 남작, 신기료장수(알료시카), 조프, 타타르인 등이 모여 살고 있다. 여인숙 주인은 장물아비이고 숙박인에게서는 돈을 쥐어짜내고 있지만 항상 종교적 양심을 내세우는 위선자이다. 그는 자기 처와 페펠 사이를 의심하고 있다. 이 지하실의 여인숙에 나타샤가 순례자 루카를 데리고 들어온다(제1막). '밤이나 낮이나 뇌옥(牢屋)은 어둡다…'라는 밤주막 노래는 이 제2막의 개막 시에 불린다. 노름에 미쳐 있는 여인숙의 주민들이 나간 뒤, 순례자 루카는 병든 안나를 간호하고 있다. 때때로 바실리샤가 여인숙 주인을 죽여 달라고 페펠에게 부탁하는 것을 엿들은 코스튈레프는 두 사람을 욕하고 떠들어 대는 바람에 결국 큰 소동이 벌어진다. 이 소동을 말리려고 들어온 순례자 루카는 페펠에게 지하여인숙에서 탈출할 것을 권고한다. 소동이 끝난 후 생각이 미쳤을 때는 이미 병든 안나는 숨을 거두고 있다(제2막). 페펠은 자신의 과거를 고백하고, 사랑하는 나타샤와 함께 지하여인숙에서 탈출할 결심을 한다. 그것을 안 바실리샤는 질투하여 동생 나타샤를 구박한다. 코스튈레프는 자기 처의 바람기를 욕한다. 이런 소동 가운데서 페펠은 여인숙 주인을 타살하고 만다(제3막). 이런 사건이 일어난 뒤 순례자 루카는 강한 인상을 일동의 가슴 속에 남기고 홀연히 지하 여인숙에서 사라지고 만다. 전신기사 사틴은 말한다. "…그 영감은 거짓말을 했지. …하지만 그 거짓말은 우리를 불쌍히 여기기 때문이야…". 일동은 술을 마시고, 춤과 노래로 광란에 빠진다. 그때 남작이 들어와서 일동에게 광대가 목을 매고 죽었음을 알린다. 침묵이 지하실을 흐른다. 사틴이 말한다. "못난 자식, 한참 신나는 판에 잡쳤네".